# Alain Pitoun
Pour les articles homonymes, voir Pitoun.
Alain Pitoun, né le 7 septembre 1949 à Oloron-Sainte-Marie (Basses-Pyrénées) et mort le 22 août 2011 à Bayonne, était un entrepreneur et président de club français.
Il a été le président de la SA Pitoun et du FC Pau dans les années 1990.

## Biographie
Alain Pitoun passe son enfance dans son village natal à Buzy. Élève peu assidu, Pitoun est renvoyé de tous les collèges palois et fugue à Paris. Il pratique le football à l'Union jurançonnaise, avec son frère Patrick.
Issu d’un milieu modeste et natif d’Oloron, Alain Pitoun était un véritable « self-made man ».
En 1973, le jeune Pitoun ouvre une petite agence immobilière au Palais des Pyrénées à Pau. Pendant quatre ans, il développe Promosud, et se consacre à son fils, né en 1974.
À partir de 1977, la société franchit un cap et réalise désormais des programmes immobiliers. Pitoun ouvre des bureaux à Bayonne, Biarritz et Saint-Jean-de-Luz, et mène des opérations sur  Paris, Bordeaux et Toulouse. Les projets immobiliers poussent comme des champignons à Pau et sur la Côte basque. Le siège de l’entreprise est installé dans d’anciens locaux de l’hôtel Continental (Pau), avec sol en marbre et dorures au plafond. Elle connaît un développement faramineux et vaut à son créateur le surnom de « Rastignac de la pierre ».
À l'aube de ses 40 ans, Pitoun est à la tête de seize sociétés, et affiche son goût pour les voitures de luxe, possède une somptueuse villa sur les coteaux de Jurançon, et poursuit sa passion de la pêche au gros en se payant un yacht, le Shogun dans le port de Larraldenia, à Ciboure.
La SA Pitoun, incontournable société de la vie économique paloise, sponsorise également le Grand Prix de Pau et l'Elan Béarnais Pau-Orthez. Enfin, Pitoun concrétise son rêve et acquiert en juillet 1991 le Football Club de Pau, afin de parvenir à faire monter le club en deuxième division.
À partir de 1991, Pitoun devient également la cible de l’organisation séparatiste basque Iparretarrak. À trois reprises, IK vise et détruit des biens lui appartenant. Dans la nuit du 25 au 26 mai 1991, l’agence immobilière paloise d’Alain Pitoun, rue maréchal-Foch, avait été dévastée par un attentat.
Le Bernard Tapie béarnais encaisse les coups mais sa réussite s'évère précaire.
La famille d’hôteliers lourdais Pasquine assigne le 19 décembre 1991 la SA Pitoun en redressement judiciaire, car le promoteur lui doit 6 millions de francs dans le cadre de l'acquisition d'un hôtel à la Mongie. La procédure ira en appel, et les époux Pasquine seront finalement déboutés. Mais cette affaire attire les projecteurs sur les finances du groupe, les comptes de la SA Pitoun sont bloqués pendant l'instruction.
Ainsi, afin de maintenir son empire à flot, Pitoun recourt à des faux afin obtenir un déblocage de fonds, qui marque le début d'un terrible engrenage.
Le 6 avril 1993, le tribunal de commerce de Pau prononce la mise en redressement judiciaire de quatorze sociétés et leur liquidation le 23 novembre, en raison d'un passif se montant à 220 millions de francs.
Entre-temps, la belle aventure du Football Club de Pau, s'achève au porte de la division la Division 2 en 1993 à l'occasion d'une défaite en play-off face à La Duchère.
Le rêve du président compétent et passionné, par en fumée. Le FC Pau, devenu un gouffre financier, contraint l’homme d’affaires à quitter brutalement ses fonctions de président. Le club est placé en liquidation judiciaire peu après.
L'instruction est longue et complexe, et Pitoun ne comparait finalement devant le tribunal correctionnel qu'en mai 2003. Alain Pitoun est condamné à  quatre ans de prison, assortie d’une interdiction de ses droits civils, civiques et de famille pendant cinq ans, et d’une interdiction définitive de gérer une société.
À sa sortie de prison, il partageait son temps entre la Côte basque et Paris.
Pitoun décède dans son sommeil en aout 2011.